# Saison des bals de Vienne
 (mai 2021).
Si vous disposez d'ouvrages ou d'articles de référence ou si vous connaissez des sites web de qualité traitant du thème abordé ici, merci de compléter l'article en donnant les références utiles à sa vérifiabilité et en les liant à la section « Notes et références ».
La saison des bals de Vienne a lieu chaque année pendant la saison du carnaval du 11 novembre à Mardi gras à Vienne. Les grands bals n'ont pas lieu avant le réveillon de la Saint-Sylvestre (31 décembre), le premier étant le bal du nouvel an de la Hofburg, anciennement connu sous le nom de bal impérial, à la Hofburg.

## Traditions

### Habillement
Des règles vestimentaires très strictes s'appliquent souvent aux bals traditionnels viennois. Les hommes portent des costumes noirs, des smokings ou des tailcoats, bien que le smoking est parfois demandé (bal de l'opéra, bal du Philharmonique, cercle des techniciens). Les femmes portent une grande robe de bal qui doit couvrir les jambes pour de nombreux bals. Les débutantes portent du blanc.

### Déroulement
Un bal viennois est traditionnellement ouvert avec l'entrée du comité des jeunes femmes et hommes, le plus souvent avec en fond sonore la Fächerpolonaise op.525 de Carl Michael Ziehrer. Cela peut être suivi par l'entrée des invités d'honneur avec une fanfare, éventuellement d'autres spectacles de musique, de ballet et de chant. Une composante fixe de chaque ouverture est une chorégraphie du comité d'ouverture et, à la fin, une valse viennoise traditionnelle dansée vers la gauche, après quoi le maître de cérémonie conclut l'ouverture avec la demande « Alles Walzer ».
L'ouverture d'un bal viennois est très importante et la demande est d'autant plus forte, c'est pourquoi les candidats au comité d'ouverture du bal d'opéra doivent prouver leurs talents de danseur à un jury, qui décide alors quels couples sont autorisés à ouvrir.
À minuit, on danse traditionnellement un quadrille, principalement le Fledermaus-Quadrille op.363 de Johann Strauss II, un quadrille français, il est annoncé par un maître de cérémonie. Il peut y avoir d'autres quadrilles généraux à 2 h ou 4 h.
Au lieu ou avant le quadrille de minuit, il y a parfois un intermède de minuit, un spectacle de danse ou de chant.
Les bals viennois durent jusqu'aux petites heures du matin et ne se termine qu'à 4 h ou 5 h. Pour terminer la dernière valse, on joue Brüderlein fein de la pièce Das Mädchen aus der Feenwelt oder Der Bauer als Millionär de Ferdinand Raimund ; à la sortie, les femmes reçoivent un Ballspende, que les hommes reçoivent parfois lors des grands bals. Les invités du bal qui tiennent jusqu'à la fin sont autorisés à emporter avec eux des fleurs et des décorations florales.

### Gastronomie
Les cérémonies d'ouverture des grands bals traditionnels viennois ne commencent qu'à 22 h, c'est pourquoi la plupart des invités du bal dînent avant le bal. Quelques bals, comme le bal du nouvel an de la Hofburg, proposent exceptionnellement un dîner avant dans les salles du bal.
Les plats traditionnels sont des saucisses avec de la moutarde et du raifort et un petit pain ou une soupe de goulasch avec un petit pain, accompagné de bière, de vin, de vin mousseux ou de champagne.
Comme le dîner des bals coûte très cher, il est assez courant de quitter les lieux pendant le bal et de se restaurer au Würstelstand le plus proche.
Les cafés à proximité des lieux de l'événement ouvrent tôt après un grand bal, on y prend alors un petit-déjeuner.

## Les bals de Vienne comme patrimoine culturel immatériel
Le bal viennois dans sa tradition spécifique, qui a façonné le style des bals dans toute l'Europe centrale depuis l'époque impériale, est inscrit au registre du patrimoine culturel immatériel en Autriche en 2010. Après avoir discuté de la présence dans la liste des 17 bals viennois du bal de l'académie de Vienne, auquel participent ouvertement des membres de l'extrême droite, il fut retiré de la liste par la Commission autrichienne de l'UNESCO en 2012 pour des raisons de valeurs et principes fondamentaux. De plus, les deux bals viennois les plus célèbres, à savoir le bal de l'opéra et le bal du philharmonique, ne figurent pas non plus.

## Liste des bals
Environ 450 bals ont lieu à Vienne pendant la saison.
| Bal                                                                     | Depuis | Lieu               | Date                                  | Remarque |
| ----------------------------------------------------------------------- | ------ | ------------------ | ------------------------------------- | --- |
| Bal du nouvel an de la Hofburg, avant Bal de l'Empereur                 | 1970   | Hofburg            | Réveillon de la Saint-Sylvestre       | Bal de la Saint-Sylvestre à vocation touristique avec dîner de gala                                               |
| Ball de l'université d'économie de Vienne                               |        | Hofburg            | Samedi entre le 8 et le 14 janvier    | |
| Ball des officiers                                                      | 1926   | Hofburg            | Vendredi entre le 15 et le 21 janvier | |
| Ball de la pharmacie                                                    | 1932   | Hofburg            | Samedi entre le 15 et le 21 janvier   | |
| Bal des pâtissiers                                                      |        | Hofburg            | janvier                               | |
| Bal des sciences de Vienne                                              | 2015   | Rathaus            | Samedi entre le 25 et le 31 janvier   | |
| Bal des fleurs                                                          | 1920   | Rathaus            | Mi-janvier                            | Organisé par les jardins de la ville de Vienne                                                                    |
| Bal du Philharmonique                                                   | 1924   | Musikverein        | Jeudi entre le 18 et le 24 janvier    | |
| Cercle des Techniciens                                                  | 1842   | Musikverein        | Samedi entre le 20 et le 26 janvier   | |
| Bal de l'université technique de Vienne                                 | 1815   | Hofburg            | Jeudi entre le 25 et le 31 janvier    | |
| Bal de l'académie de Vienne                                             | 1952   | Hofburg            | Vendredi entre le 24 et le 30 janvier | Depuis 2013 organisé par le FPÖ jusqu'en 2012 Bal du WKR organisé par le Wiener Korporationsring                  |
| Bal des médecins de Vienne                                              | 1949   | Hofburg            | Samedi entre le 25 et le 31 janvier   | |
| Jägerball                                                               | 1905   | Hofburg            |                                       | Tracht obligatoire                                                                                                |
| Bal de l'université des ressources naturelles et des sciences de la vie |        | Hofburg            | février                               | Possibilité de venir en costume ; spectacles de danse folklorique dans le programme d'ouverture.                  |
| Bal de l'IAEA                                                           |        | Hofburg            | février                               | |
| Bal de l'Économie de Vienne                                             |        | Hofburg            | février                               | |
| Bal de l'économie immobilière autrichienne                              |        | Hofburg            | février                               | |
| Bal des cafetiers                                                       | 1957   | Hofburg            | février                               | La plupart du temps, toutes les salles correspondantes de la Hofburg, y compris les redoutes, sont ouvertes       |
| Bal de l'opéra                                                          | 1877   | Staatsoper         | dernier jeudi avant Mardi gras        | |
| Bal des bonbons                                                         | 1949   | Wiener Konzerthaus | Dernier vendredi avant Mardi gras     | |
| Bal des juristes                                                        |        | Hofburg            | Dernier samedi avant Mardi gras       | |
| Rudolfina-Redoute                                                       | 1899   | Hofburg            | Rosenmontag                           | Masque obligatoire pour les femmes (jusqu'à minuit)                                                               |
| Elmayer-Kränzchen                                                       | 1920   | Hofburg            | Mardi gras                            | Fin de la saison des carnavals et des bals. Début anticipé à 18 h, se termine à minuit avec la fin de Mardi Gras. |

Bals alternatifs :
| Bal            | Année     | Lieu                         | Date | Remarques                        |
| -------------- | --------- | ---------------------------- | ---- | -------------------------------- |
| Life Ball      | 1993–2019 | Rathaus                      | mai  | Soirée caritative contre le SIDA |
| Diversity Ball | 2008      | Kursalon Wien                | mai  | Bal sans règles                  |
| Concordia Ball | 1863      | Rathaus                      | juin |                                  |
| Fête Impériale | 2010–2018 | École espagnole d'équitation | juin |                                  |

## Source de la traduction
- (de) Cet article est partiellement ou en totalité issu de l’article de Wikipédia en allemand intitulé « Wiener Ballsaison » (voir la liste des auteurs).